# Agim Çavdarbasha
Agim Çavdarbasha (ur. 24 marca 1944 w Peji (Kosowo), zm. 20 października 1999 w Prisztinie) – kosowski rzeźbiarz.

## Życiorys
Był synem nauczyciela. Szkołę średnią o profilu artystycznym ukończył w rodzinnej miejscowości. W 1969 ukończył studia w zakresie rzeźby na Akademii Sztuk Pięknych w Belgradzie (klasa Vojislava Vujisicia), a następnie w latach 1969-1971 kontynuował studia w Lublanie, pod kierunkiem Zdenki Kalina. Pierwszą wystawę swoich prac zaprezentował w 1969 w belgradzkim Domu Młodzieży (Dom Omladine). Kolejne samodzielne wystawy artysty prezentowano w Prisztinie i Lublanie. W 1978 prace Çavdarbashy eksponowano na wystawie zbiorowej, przedstawiającej dokonania współczesnej sztuki w Kosowie - wystawę mogli obejrzeć mieszkańcy Mariboru, Paryża, Kolonii i Budapesztu.
W 1970 Çavdarbasha został wybrany członkiem Kosowskiej Akademii Nauk i Sztuk. W latach 70. był jednym z najbardziej cenionych rzeźbiarzy współczesnych w Kosowie, prowadził także zajęcia w Wyższej Szkole Pedagogicznej i na Uniwersytecie w Prisztinie. 
Ostatnie wystawy za życia artysty zorganizowano w 1997 w galerii Dodona w Prisztinie, a także w restauracji "Hani i 2 Robertëve". Większość rzeźb, wykonanych przez Çavdarbashę zostało zniszczonych w czasie wojny 1999. W 2003 z inicjatywy żony zmarłego artysty, Sebajete Çavdërbasha powstała fundacja nosząca imię rzeźbiarza, która miała zająć się promocją ocalałego dorobku artystycznego twórcy. Jego atelier w Çagllavica k. Prisztiny, gdzie znajdowała się bogata kolekcja rzeźb w drewnie spłonęło w czasie zamieszek etnicznych w marcu 2004. W maju 2013, dzięki staraniom wdowy po rzeźbiarzu Sebi i wsparciu ze strony ministerstwa kultury Kosowa ponownie otwarto galerię.

## Twórczość
Çavdarbasha był autorem szeregu prac przedstawiających bohaterów albańskiego Odrodzenia Narodowego. Szczególne znaczenie miały rzeźby Ymera Prizreniego i Abdyla Frasheriego, które stanęły w kompleksie muzealnym poświęconym Lidze Prizreńskiej.